# MASA Israel
Masa Israel Journey (oder Masa Israel) ist eine israelische Organisation, die weltweit jüdische Jugendliche nach Israel einlädt, um deren Verbindung zu diesem Land zu verstärken. MASA bietet Studienprogramme und Aufbau-Studienprogramme für junge Erwachsene im Alter von 18 bis 30 Jahren an. Die Programme dauern zwischen fünf und 12 Monaten. Die Teilnehmer haben die Möglichkeit, ein Stipendium zu beantragen. Seit der Gründung im Jahr 2003 haben mehr als 20.000 Menschen an den Programmen teilgenommen, davon mehr als 9.300 Teilnehmer aus über 50 Ländern allein im Schuljahr 2009–2010. Das angestrebte Ziel der Organisation ist es, jährlich 20.000 junge Erwachsene pro Semester und Jahresprogramm einzuladen. 

## Geschichte
Nach der Idee von Israels Premierminister Ariel Sharon wurde Masa Israel als Gemeinschaftsprojekt der israelischen Regierung und der Jewish Agency im Jahr 2004 offiziell gegründet. Masa wird durch ein 16 Mitglieder umfassendes Leitungsgremium verwaltet, acht Vertreter der Regierung Israels und acht Vertreter der Jewish Agency. Das Leitungsgremium wird verstärkt durch den Sekretär des Israelischen Kabinetts und den Generaldirektor der Erziehungsabteilung der Jewish Agency. Yisrael Maimon, Kabinettssekretär des Büros des Premierministers, und Alan Hoffmann, Generaldirektor der Abteilung für Jüdisch Zionistische Bildung bei der Jewish Agency, wurden zu Co-Leitern des Leitungsgremiums dieses Projekts berufen. Im November 2003 wurde das Projekt vom Koordinations-Komitee freigegeben und die Jewish Agency angewiesen, ein detailliertes Programm auszuarbeiten und zu präsentieren. Im Januar 2004 wurde das Projekt in Details sowohl dem Premierminister als auch Sallai Meridor in einem dafür angesetzten Treffen im Büro des Premierministers vorgestellt und zur Umsetzung freigegeben. 
Während des Schuljahres 2004–2005 wurden 10 Millionen US-Dollar in das 45 Langzeitprogramme umfassende Projekt investiert. Ende 2009 wurde das Budget auf 40 Millionen erweitert, und die Anzahl der Programme, die sich dem Projekt anschlossen, stieg auf mehr als 2.000. Der Hauptanteil des Budgets fließt in Zuschüsse und Beihilfen für Teilnehmer an angeschlossenen Programmen.
Masa Israel ist nicht offiziell an Taglit-Birthright Israel angeschlossen, jedoch haben die beiden Organisationen bereits 2006 darüber nachgedacht, sich in manchen Bereichen zusammenzuschließen, um die Teilnehmerzahlen zu erhöhen. Die Gründer von Birthright Israel haben zudem kritisiert, in welcher Form Masa Israel begonnen wurde, da dies zu einer Verdopplung des notwendigen Einsatzes und unnötiger Bürokratie geführt habe. 
Im Jahr 2009 begannen Masa Israel und die internationale jüdische Studentenorganisation Hillel zusammenzuarbeiten und erreichten dadurch auch nordamerikanische Universitäten.

## Programm-Organisatoren
Unabhängige Organisationen, die sich um die Zusammenarbeit mit Masa Israel bewerben, müssen einen Lernzielplan mit Hebräischunterricht und integrierten Israelreisen vorlegen. Diese Organisationen umfassen akademische Einrichtungen wie die Hebrew University of Jerusalem und die Ben-Gurion-Universität im Negev, jüdische Jugendbewegungen wie Young Judaea und Habonim Dror, Jeshiva sowie Seminarprogramme. Auch Reiseveranstalter wie The Israel Experience Ltd, Israel Way – Oranim Project und Israel Experts schließen sich an.

## Finanzierung
Die Hälfte zur Finanzierung des Masa Israel Programms kommt von der Regierung Israels. Die andere Hälfte kommt von der Jewish Agency,
welche von der Jewish Federations of North America and Keren Hayesod-UIA unterstützt wird. Die Höhe des möglichen Stipendiums hängt von dem Alter der Teilnehmer, der Dauer des zu besuchenden Programms sowie ihrem Herkunftsland ab.